# La era del terror
La era del terror es el segundo álbum de estudio de la banda mexicana de rock en español Los Amantes de Lola y fue publicado por el sello discográfico BMG Ariola en formatos de disco de vinilo, casete y disco compacto en 1991.

## Lista de canciones
| Cara A |                           |          |  |
| N.º    | Título                    | Duración |  |
| 1.     | «Preludio»                | 0:36     |  |
| 2.     | «Beber de tu sangre»      | 4:32     |  |
| 3.     | «Juego sucio»             | 2:55     |  |
| 4.     | «Para que podemos hablar» | 3:56     |  |
| 5.     | «Valiums a tu tía»        | 3:22     |  |
| 6.     | «No me dejes»             | 5:19     |  |

| Cara B |                       |          |  |
| N.º    | Título                | Duración |  |
| 7.     | «Reina del carnaval»  | 4:12     |  |
| 8.     | «El deseo»            | 3:19     |  |
| 9.     | «¿Para qué?»          | 4:20     |  |
| 10.    | «La era del terror»   | 4:14     |  |
| 11.    | «El dios en la pared» | 4:43     |  |
| 12.    | «Madre Tierra»        | 4:44     |  |
| 46:12  |                       |          |  |

## Créditos
- Kazz — voz.
- Gasú — guitarra.
- Fernando Díaz Corona — bajo.
- Duque — batería.
- Boris — teclados.